# Crocidura tenebrosa
Crocidura tenebrosa — вид ссавців родини Soricidae. Це ендемік індонезійського острова Сулавесі, де він мешкає на висоті від 1400 до 1500 м над рівнем моря. Голотип мав зовнішні розміри 100 мм × 37 мм × 11 мм × 8 мм і важив 6,28 г. Має темно-коричневе хутро. Його видова назва, тенеброза, стосується темного хутра та шкіри.